# Шаповалов, Вячеслав Иванович
Вячеслав Иванович Шаповалов (28 октября 1947, Фрунзе — 23 июля 2022, Бишкек) — русский поэт, переводчик тюркской и европейской поэзии, литературовед, теоретик перевода, филолог, литературный критик, педагог, этнополитолог. Предки, крестьянско-купеческого происхождения, украинцы и русские, были связаны со Средней Азией с XIX века. Народный поэт Киргизской Республики (2006).

## Биография
Закончил филологический факультет Киргизского государственного университета (1971), после окончания — преподаватель Пржевальского пединститута, аспирант, доцент, профессор, директор ряда центров и институтов, проректор по науке и новым технологиям, начальник управления научной политики Кыргызского национального университета имени Юсуфа Баласагунского, директор научного центра «Перевод» Киргизско-Российского Славянского университета.
Народный поэт КР, заслуженный деятель культуры КР, лауреат Государственной премии КР и Русской премии, доктор филологических наук, профессор.

## Поэтическое творчество
Один из крупнейших русских поэтов Центральной Азии. Печататься в русскоязычных изданиях КР начал с 1963 года. Автор 12 книг стихотворений и поэм, 5 монографий, более 30 книг переводов киргизской поэзии. Стихи публиковались в России, на Западе, а также на киргизском, казахском, украинском, осетинском и других языках. Поэма «Рождение манасчи», первое значительное произведение об эпосе «Манас» в мировой литературе, вышла в переводе на французский язык («La naissance d’une barde-manastchi»). Участник международных литературных фестивалей (Струга, Югославия, 1990; Москва. 1991; Алматы, 2000; Париж, 2013 и др.).
Литературное позиционирование и поэтика его творчества не были близки литературной среде, критика отмечала внутреннюю обособленность его исканий (в 1970 году на городском вечере поэзии, посвященном 100-летию Ленина, прочел «Реквием Джону Кеннеди»), близость поэзии Серебряного века. Считается, что В. Шаповаловым в русской литературе наиболее полно воплощены образы Киргизии, тема «русской Трои» конца XX века, исход русских из Азии. Ч. Т. Айтматов и С. И. Липкин писали о нём:

В его стихах тема Киргизии звучит по-новому, впервые на русском языке — изнутри. Русский поэт, филолог-компаративист, переводчик, этнокультуровед, рожденный в «азийском круге», воспитанный на киргизской поэтической культуре, постигший язык и внутреннюю ткань обычаев, — он подчинился поэтическому фатуму: разделить и выразить всё, что выпало на долю в этом круге оказавшихся. Отсюда постоянное, незримое присутствие Азии. Поэзия Шаповалова — жертвенная попытка сохранить общее культурное пространство. Для многоли-кого и несколько растерянного киргизского ренессанса он сегодня то же, что для европейца Октавио Пас: он как бы сам себе создал образ эпохи, закапсулировался в ней. Естественно, главными темами его стихов и поэм стали: время, история, душа, народ.

В 2013 году Вячеслав Шаповалов становится лауреатом международной «Русской премии» за 2012 год в поэтической номинации за проект книги стихотворений «Евроазис», выдвинутой на конкурс литературным журналом «Дружба народов». В статье «Киргизская „Русская премия“: возможность поразмыслить» киргизстанский критик Андрей Рябченко отмечает, что:

Помимо множества переводов с киргизского языка на русский, он один из немногих относился к республике без всякого чувства великорусского шовинизма. Более того, он первый сказал не о «второй родине», как его предшественники, а о родине единственной. Поэт старался понять и объять киргизскую культуру, отнюдь не ради эпатажа привнося её мотивы в свои произведения. Пройдя по этому пути дальше всех, он оказался в ловушке: его не признала киргизская культура, ибо здесь он «чужой» («крикну: я родился в азийском круге! — / безразлично шумит орех».), его не признает и русская литература — уж слишком он «не свой» («Что страшнее, когда отвернулась Россия / от своих сынов!»). Поэт, что в иные времена получил бы при жизни, возможно, эпитет «великий», получает прозвание «чужой».

## Переводческая работа
Перевёл эпизоды из эпоса «Манас», шедевры древнетюркской поэзии из энциклопедии Махмуда ал Кашгари, лирику киргизских акынов (Калыгул, Курманджан Датка, Токтогул) и классиков литературы XX века (Т. Адышева, Н. Байтемиров, К. Бобулов, Дж. Садыков, О. Султанов, А. Токомбаев, С. Тургунбаев, К. Тыныстанов, Т. Уметалиев, С. Урмамбетов, С. Эралиев и мн. др.), фрагменты Данте и Байрона, Рудаки и Хайама, тексты американской (Л. Симз), армянской (Г. Эмин), белорусской (Р. Бородулин) и болгарской (Л. Любенов), греческой (К. Кавафис, Г. Сеферос, Э. Теохарус), грузинской (Н. Бараташвили, Г. Табидзе, В. Гаприндашвили), иудейской (Х.-Н. Бялик) и испанской (Ф. Г. Ромеу, Х. Х. Падрон), казахской (М. Шаханов), немецкой (Г. Гёрольд, Л. Зайлер), осетинской (Н. Джусойты) и польской (Л. Мочульски), таджикской (З. Атой, Сиявуш, Г. Сафи) и узбекской (Б. Бобомурод), украинской (И. Билый, А. Перерва, А. Тютюнник), канадской (Д. Нерон, Ф. Уэлетт, П. Шамберлен) и французской (Ж. Альмань, А. Блан, Ж.-В. Вердоннэ, П. Верлен, Р. Дор, Н. де Поншарра, Ж.-Л. Ру) поэзии.

В переводах киргизской поэзии он демонстрирует колыбельную близость к реликтовому поэтическому миру; в поэзии Запада поднимает перчатку школы советского поэтического перевода, безоговорочно и справедливо признававшейся лучшей в мире XX века; в поэзии Востока он наследник великих наставников, привнесших её в мир русского языка
— академики О. Ибраимов и А. Какеев.

## Исследовательская деятельность
Литературовед, один из ведущих в центрально-азиатском регионе специалистов в области теории и истории художественного перевода, сравнительной поэтики и межлитературного синтеза, интерференции культур Запада и Востока. Автор ряда монографий и первой в мире «Энциклопедии перевода» — словаря научной транслатологической терминологии, более 200 научно-теоретических, литературно-критических, общественно-политических статей, опубликованных в Кыргызстане, России, США, Франции, Турции, в Казахстане и Узбекистане, на Украине и др. странах, участник многих международных научных форумов. Читал лекции в университетах Европы.
Научные интересы в сфере межнациональных литературных связей (Запад / Восток). компаративистики, идей русской формальной школы, сравнительного стиховедения, европейской теории перевода. Входил в «Группу по изучению теории и истории русского стиха» в Институте мировой литературы АН СССР, руководимую акад. Л. И. Тимофеевым. Пользовался наставнической поддержкой академиков М. Л. Гаспарова, З. А. Ахметова, А. Л. Жовтиса, И. В. Стеблевой. Научный руководитель его первых работ проф. Е. К. Озмитель (Киргизия). Кандидатская диссертация — «Стих современной киргизской поэзии: Сравнительно-типологическое исследование» (1981), докторская — «Киргизская поэзия в русских переводах. 30-50-е гг.: Методология. История. Стихотворная поэтика» (1992).
Приоритеты: создание концептуальной теории современного киргизского стихосложения; определение принципов передачи тюркской стихотворной поэтики средствами европейского (в частности, русского) поэтического языка; фундаментальное описание и теоретико-литературная концепция истории киргизско-русского стихотворного перевода, поэтики и творческой методологии переводчиков эпоса «Манас». В работах текущего десятилетия впервые определены и получили принципиальную разработку задачи изучения перевода и подготовки переводческих кадров в новых государствах центрально-азиатского региона, решающих задачу вхождения в мировое сообщество и интеллектуально-профессиональные контексты XXI века. Международной научной общественностью отмечается культурно-созидательная направленность трудов В. Ш. относительно актуализации развития киргизского языка, русско-киргизского культурно-языкового взаимообогащения в новой геополитической реальности для художественной культуры Киргизии.

## Участие в общественно-политической жизни
- Член Союза писателей СССР (1983).
- Общественный советник спикера Жогорку Кенеша (Парламента) Кыргызстана.
- Советник государственного секретаря КР.
- В прошлом (и, отчасти, настоящем) — член ряда национальных комиссий, советов, творческих союзов Киргизской Республики.
- Был одним из ведущих разработчиков концепции 2200-летия киргизской государственности (на основании которой 2003 год объявлен ООН годом киргизской государственности).
- Действительный член International Academy of Sсіence, Education, Industry & Arts (USA), Международной академии наук педагогического образования (РФ).

## Награды и звания
- Орден «Манас» III степени (20 ноября 2017 года) — за существенный вклад в социально-экономическое развитие Кыргызской Республики и проведение экономических, социальных реформ, а также высокие достижения в профессиональной деятельности[1][2].
- Орден «Данакер» (6 ноября 2000 года) — за большой вклад в развитие литературы, многолетнюю плодотворную переводческую деятельность, взаимообогащение национальных культур[3].
- Орден Дружбы (18 октября 2003 года, Россия) — за большой вклад в развитие российско-киргизского сотрудничества в области культуры[4].
- Медаль Пушкина (4 декабря 2007 года, Россия) — за большой вклад в распространение, изучение русского языка и сохранение культурного наследия, сближение и взаимообогащение культур наций и народностей[5].
- Народный поэт Киргизской Республики (27 октября 2006 года) — за особый вклад в развитие кыргызской поэтической культуры[6].
- Заслуженный деятель культуры Киргизской Республики (8 декабря 1993 года) — за большие заслуги в развитии кыргызской литературы[7].
- Государственная премия Кыргызской Республики имени К. Тыныстанова (22 августа 2000 года) — за научный труд «Кыргызский фольклор и литература в историко-культурном контексте связей и взаимодействий с мировой художественной культурой XX века»[8].
- Золотая медаль президента Туркменистана (2002).
- медали (общественные награды) РФ, Турции, КР (1995—2007).
- медаль «Российско-киргизская дружба» (2012).
- лауреат международной Русской премии-2012 в номинации «Поэзия» (М., 2013).
- Доктор филологических наук (Кыргызстан, 1993; Россия, 2005).
- Профессор (КР, 1995).

## Основные издания
поэтические сборники
- Купол неба. Стихи. — Фрунзе: Кыргызстан, 1976.
- Кочевье. Стихотворения и поэмы. — Фрунзе: Кыргызстан, 1979.
- Восходят травы. Поэмы. Лирика. — Фрунзе: Кыргызстан, 1982.
- Прощание с журавлем. Лирика. Поэма. — Фрунзе: Мектеп, 1987.
- Рождение манасчи. Поэма. — Бишкек: Кыргызстан, 1995.
- La naissance d’une barde-manastchi / Pres. et transcr.: R. Dor; Trad. G. Imart. — Paris, 1995.
- Заложник. Книга стихов. — Бишкек: Vesta. 1997.
- Избранное: Том. 1: В азийском круге. Лирика. Поэмы. — Бишкек: Архи, 2003. 606 с.
- Чужой алтарь. Книга стихотворений. — Бишкек: ИД «Турар», 2011. 170 с.
- Евроазис: Заложники империи. Стихотворения из циклов. 2012 (сетевой проект для Русской премии).

авторские переводческие антологии
- Арчовый костер (сер. «Мастера художественного перевода Киргизии», вып. 1). — Фрунзе: Кыргызстан, 1989.
- Странствия. Поэзия Азии, Европы и Америки. — Бишкек: Просвещение. 2002.
- Избранное: Том 2: Горящий можжевельник. Переводы (Арчовый костер: Из киргизской по-эзии. — Затерянные города: Поэзия Азии, Европы и Америки). — Бишкек: Архи, 2003. 558 с.

монографии, книги статей
- Киргизская стихотворная культура и проблемы перевода. — Фрунзе: Кыргызстан. 1986. 108 с.
- Соло на два голоса. Киргизская поэзия в русских переводах. — Бишкек: Vesta, 1998. 425 с.
- Перевод в информационной политике, образовании и культуре Кыргызстана. Ч. 1. — Бишкек [КНУ], 2000. 80 с.
- Контексты перевода: Статьи разных лет. — Бишкек: Просвещение? 2004. 408 с.
- Translatologica. Язык переводческой науки: энциклопедический словарь терминов. — Бишкек: Просвещение, 2008. 963 с.